# Streptocephalus queenslandicus
Streptocephalus queenslandicus är en kräftdjursart som beskrevs av Herbert och Timms 2000. Streptocephalus queenslandicus ingår i släktet Streptocephalus och familjen Streptocephalidae. Inga underarter finns listade i Catalogue of Life.